# 1925年のNFL
1925年のNFLは、NFLの6年目のシーズンである。前年の18チームから3チームが離脱し、ニューヨーク・ジャイアンツと復活したカントン・ブルドッグスを含む5チームが加わり、全20チームでリーグを行った。

## NFLチャンピオン論争
1925年のチャンピオンには、最高成績を収めたシカゴ・カージナルスが公式に記録されているが、当時の多くのポッツビルのファンはマルーンズが正当なチャンピオンであったと主張した。経緯は以下の様なものである。
ポッツビル・マルーンズがフィラデルフィアでノートルダム大学オールスターズとの試合を企画したことについて、同日同地域で試合を企画していたフランクフォード・イエロージャケッツがフランチャイズ侵害に該当すると主張し、リーグで問題視されるようになった。コミッショナーは試合を開催すれば、マルーンズを処分をすると警告したが、マルーンズは電話で事前に承諾を得たとして試合を強行した。その結果、コミッショナーはマルーンズに罰金を科し、チャンピオンになる権利を含む、あらゆるリーグ特権を剥奪した。そして、マルーンズはフランチャイズをリーグに返上し、リーグから離脱した。マルーンズがシーズン終盤にシカゴ・カージナルスとの直接対決に勝利し、負け数も並んでいた中でこのような事態となったので、多くのポッツビル・マルーンズファンはシカゴ・カージナルスを1925年のチャンピオンとすることを納得せず、真のチャンピオンはポッツビル・マルーンズであると主張した。
2003年にNFLはこの件を再調査することを検討したが、10月の投票でフィラデルフィア・イーグルスとピッツバーグ・スティーラーズ以外の30チームの反対（2対30）で再調査しないことが決定した。

## 順位表
| チーム                               | 数 | 勝 | 敗 | 分 | 率   | 得点 | 失点 | 連勝敗 |
| ------------------------------------ | -- | -- | -- | -- | ---- | ---- | ---- | ------ |
| シカゴ・カージナルス                 | 14 | 11 | 2  | 1  | .846 | 230  | 65   | W-2    |
| ポッツビル・マルーンズ               | 12 | 10 | 2  | 0  | .833 | 270  | 45   | W-5    |
| デトロイト・パンサーズ               | 12 | 8  | 2  | 2  | .800 | 129  | 39   | W-1    |
| ニューヨーク・ジャイアンツ           | 12 | 8  | 4  | 0  | .667 | 122  | 67   | W-1    |
| アクロン・プロズ                     | 8  | 4  | 2  | 2  | .667 | 65   | 51   | L-2    |
| フランクフォード・イエロージャケッツ | 20 | 13 | 7  | 0  | .650 | 190  | 169  | W-2    |
| シカゴ・ベアーズ                     | 17 | 9  | 5  | 3  | .643 | 158  | 96   | W-3    |
| ロックアイランド・インディペンデンツ | 11 | 5  | 3  | 3  | .625 | 99   | 58   | L-1    |
| グリーンベイ・パッカーズ             | 13 | 8  | 5  | 0  | .615 | 151  | 110  | W-1    |
| プロビデンス・スチームローラー       | 12 | 6  | 5  | 1  | .545 | 111  | 101  | L-1    |
| カントン・ブルドッグス               | 8  | 4  | 4  | 0  | .500 | 50   | 73   | L-1    |
| クリーブランド・ブルドッグス         | 14 | 5  | 8  | 1  | .385 | 75   | 135  | L-1    |
| カンザスシティ・カウボーイズ         | 8  | 2  | 5  | 1  | .286 | 65   | 97   | W-1    |
| ハモンド・プロズ                     | 5  | 1  | 4  | 0  | .200 | 23   | 87   | L-3    |
| バッファロー・バイソンズ             | 9  | 1  | 6  | 2  | .143 | 33   | 113  | L-4    |
| ロチェスター・ジェファーソンズ       | 7  | 0  | 6  | 1  | .000 | 26   | 111  | L-5    |
| デイトン・トライアングルス           | 8  | 0  | 7  | 1  | .000 | 3    | 84   | L-7    |
| ダルース・ケリーズ                   | 3  | 0  | 3  | 0  | .000 | 6    | 25   | L-3    |
| ミルウォーキー・バジャーズ           | 6  | 0  | 6  | 0  | .000 | 7    | 191  | L-6    |
| コロンバス・タイガース               | 9  | 0  | 9  | 0  | .000 | 28   | 124  | L-9    |